# Liste der Landschaftsschutzgebiete im Landkreis Pfaffenhofen an der Ilm
Im Landkreis Pfaffenhofen an der Ilm gibt es drei Landschaftsschutzgebiete.

## Hinweise zu den Angaben in der Tabelle
- Gebietsname: Amtliche Bezeichnung des Schutzgebietes
- Bild/Commons: Bild und Link zu weiteren Bildern aus dem Schutzgebiet
- LSG-ID: Amtliche Nummer des Schutzgebietes
- WDPA-ID: Link zum Eintrag des Schutzgebietes in der World Database on Protected Areas
- Wikidata: Link zum Wikidata-Eintrag des Schutzgebietes
- Ausweisung: Datum der Ausweisung als Schutzgebiet
- Gemeinde(n): Gemeinden, auf denen sich das Schutzgebiet befindet
- Lage: Geografischer Standort
- Fläche: Gesamtfläche des Schutzgebietes in Hektar
- Flächenanteil: Anteilige Flächen des Schutzgebietes in Landkreisen/Gemeinden, Angabe in % der Gesamtfläche
- Bemerkung: Besonderheiten und Anmerkungen

Bis auf die Spalte Lage sind alle Spalten sortierbar.
| Gebietsname              | Bild/Commons | LSG-ID       | WDPA-ID | Wikidata  | Ausweisung | Gemeinde(n) | Lage     | Fläche ha | Flächenanteil                             | Bemerkung |
| ------------------------ | ------------ | ------------ | ------- | --------- | ---------- | ----------- | -------- | --------- | ----------------------------------------- | --------- |
| LSG Baarer Weiher        |              | LSG-00037.01 | 395474  | Q59643831 | 1954       |             | Position | 117,92    | Landkreis Pfaffenhofen an der Ilm (100 %) |           |
| LSG Feilenforst Manching |              | LSG-00308.01 | 395787  | Q59643591 | 1979       |             | Position | 447,23    | Landkreis Pfaffenhofen an der Ilm (100 %) |           |
| Paartal                  |              | LSG-00476.01 | 395984  | Q59643720 | 1993       |             | Position | 2415,64   | Landkreis Pfaffenhofen an der Ilm (100 %) |           |